# Parastrangalis jaroslavi
Parastrangalis jaroslavi là một loài bọ cánh cứng trong họ Cerambycidae.